# Tôn Lập
Tôn Lập (chữ Hán: 孫立; bính âm: Sūn Lì), ngoại hiệu Bệnh Uất Trì (chữ Hán: 病尉遲; tiếng Anh: Sick Yuchi; tiếng Việt: Uất Trì trong lúc đau ốm) là một nhân vật hư cấu trong tiểu thuyết văn học cổ điển Trung Hoa Thủy Hử. Tôn Lập xếp thứ 39 trong 108 vị đầu lĩnh Lương Sơn Bạc và xếp thứ 3 trong 72 vị sao Địa Sát, được sao Địa Dũng Tinh (chữ Hán: 地勇星; tiếng Anh: Brave Star) chiếu mệnh.

## Xuất thân
Được biết đến là anh trai Tôn Tân, Tôn Lập nguyên quán Quỳnh Châu. Thủy Hử mô tả Tôn Lập thân cao tám thước, mặt vàng nhiều râu, tròng mắt đen tuyền, tánh tình nóng nảy, giỏi bắn cung, dáng người giống Uất Trì Kính Đức nhưng vì làn da nhợt nhạt nên thường được gọi là Bệnh Uất Trì hay "Uất Trì trong lúc đau ốm". Tôn Lập giữ chức Đề Hạt cai quản binh mã Đăng Châu. Là con nhà binh, Tôn Lập giỏi võ nghệ, thường cầm trường thương, lưng đeo một ngọn roi sắt (chữ Hán: 鞭; tiếng Anh: whip) tên Hổ Nhãn Trúc Tiết Cang Tiệm (虎眼竹節鋼鞭). Chính Tôn Lập đã dạy em trai mình là Tôn Tân vài ngón võ hay trong việc dùng roi, múa thương

## Gia nhập Lương Sơn Bạc
Việc tham gia vào vụ giải cứu hai anh em họ Giải khỏi ngục Đăng Châu là nguyên nhân Tôn Lập đã cùng những người tham gia giải cứu quyết định gia nhập Lương Sơn Bạc

## Sau khi gia nhập Lương Sơn Bạc

### Lập công làm nội ứng diệt Chúc Gia Trang
Tại hồi 49, Tôn Lập lập được công lớn khi giúp các đầu lĩnh Lương Sơn Bạc đánh hạ Chúc Gia Trang, giải cứu Thời Thiên, Dương Lâm, Đặng Phi. Trong trận đánh Chúc Gia Trang, khi quân Lương Sơn Bạc đang trong tình trạng bế tắc không thể tấn công Chúc Gia Trang, Tôn Lập hiến kế thâm nhập Chúc Gia Trang làm nội gián. Lấy danh nghĩa là Đăng Châu Đề Hạt dẫn binh đi trừ giặc cướp, Tôn Lập ghé và nghỉ lại tại Chúc Gia Trang để thăm một người bạn võ đồng môn của mình là Loan Hồng Ngọc, một võ sư của Chúc Gia Trang đã làm điêu đứng quân Lương Sơn Bạc trong những trận quyết đấu tại Chúc Gia Trang. Để lấy lòng tin người Chúc Gia Trang và Loan Hồng Ngọc, Tôn Lập đã đấu và bắt sống Thạch Tú. Sau việc này, Loan Đình Ngọc và người Chúc Gia Trang vui mừng tin tưởng vào sự giúp đỡ của Tôn Lập và binh sĩ để giúp họ một tay phá vỡ cuộc bao vây của Lương Sơn Bạc. Vào ngày thứ năm, khi Tống Công Minh và các đầu lĩnh Lương Sơn Bạc tấn công vào bốn hướng của Chúc Gia Trang. Khi tất cả người Chúc Gia Trang đều đổ ra ngoài để chống lại quân Lương Sơn Bạc, Tôn Lập và binh sĩ dưới quyền mình, trong đó có Cố Đại Tẩu, Giải Trân, Giải Bảo Trâu Uyên, Trâu Nhuận, Nhạc Hòa mở xe tù giải thoát Thạch Tú, Hoàng Tín, Vương Anh, Dương Lâm, Đặng Phi, Tần Minh, Thời Thiên và cùng nhau đánh giết từ trong ra ngoài náo loạn Chúc Gia Trang, dẫn đến việc Chúc Gia Trang bị hạ ngay sau đó.

### Cùng Tần Minh bắt sống phó tướng Hắc Tư Văn
Tại hồi 69, trong cuộc tấn công của Quan Thắng vào Lương Sơn Bạc theo lệnh triều đình nhà Tống, trong trận đánh cuối cùng, sau khi chủ tướng Quan Thắng bị quân Lương Sơn Bạc bắt sống, Tôn Lập cùng Tần Minh đánh và bắt sống phó tướng của Quan Thắng Hắc Tư Văn trong khi một đầu lĩnh Lương Sơn Bạc khác là Hỗ Tam Nương tung lưới bắt sống một phó tướng khác của Quan Thắng là Tuyên Tán. Cả ba cuộc bắt sống này đã kết thúc cuộc tấn công của Quan Thắng vào Lương Sơn Bạc và dẫn đến việc Quan Thắng quy phục Tống Giang và gia nhập Lương Sơn Bạc.

## Chức vụ
Khi phân định ngôi thứ ở Lương Sơn Bạc, Tôn Lập xếp thứ 39 trong 108 vị đầu lĩnh Lương Sơn Bạc và xếp thứ 3 trong 72 vị sao Địa Sát, chức Mã Quân Tiểu Tướng kiêm Viễn Thám Xuất Tiêu Đầu Lĩnh (馬軍小彪將兼遠探出哨頭領), là một trong những đầu lĩnh chuyên cai quản binh mã và dò la tin tức trong quân Lương Sơn Bạc. Tôn Lập và Hoàng Tín là phó tướng cho Lâm Xung.

## Sau khi chiêu an và sống sót trở về
Sau khi nhận chiêu an, Tôn Lập cùng các đầu lĩnh Lương Sơn Bạc tham gia các chiến dịch bình quân Liêu, các lực lượng khác chống đối triều đình nhà Tống và chiến dịch bình Phương Lạp.
Là một trong số ít các đầu lĩnh Lương Sơn Bạc sống sót trở về từ chiến dịch bình Phương Lạp, Tôn Lập cùng với vợ chồng Tôn Tân và Cố Đại Tẩu quay về Đông Châu và sống suốt quãng đời còn lại tại đây.

## Trong Đãng Khấu Chí
Tại hồi 40, quân Viên Tý nhờ Ngụy Phụ Lương và Chân Đại Nghĩa làm nội gián, bày liên hoàn kế lấy được Duyễn Châu, Tôn Lập được Ngụy Phụ Lương điều đi cứu hang Mại Lý. Tại đây, Loan Đình Ngọc đã cho quân mai phục, bắt sống Tôn Lập.
Tôn Lập bị Loan Đình Ngọc dùng làm đồ tế lễ gia quyến họ Chúc (cùng với Thạch Tú và Đỗ Hưng). Đình Ngọc lấy dao đâm 3 nhát vào Tôn Lập lấy 3 chén máu tế linh hồn Chúc Triều Phụng.
Loan Đình Ngọc vì căm thù Tôn Lập nên sai người chọn cực hình tàn nhẫn nhất, đó là dùng móc nhỏ móc vào da thịt, lấy dao nhỏ cắt xẻo, lấy nước muối rửa vào vết thương, nếu bất tỉnh thì cho uống nhân sâm cho tỉnh. Tôn Lập bị tra tấn, chịu cực hình từ giờ ngọ đến giờ thân mới chết.
Tính riêng trận công hạ Duyễn Châu của trại Viên Tý, quân Lương Sơn đã bị chém đầu 11 người là Tôn Lập, Tôn Tân, Cố Đại Tẩu, Giải Trân, Giải Bảo, Dương Hùng, Thạch Tú, Đỗ Hưng, Trâu Uyên, Trâu Nhuận, Nhạc Hòa. Đây có thể coi là sự trả thù tàn ác mà tác giả đã giành cho những người gây họa cho Chúc Gia Trang trong Thủy Hử.